# Élise Fouin
Pour l’article homonyme, voir Clovis Fouin.
Élise Fouin est une designer française, née en 1979 en Franche-Comté et travaillant à Paris.

## Biographie
Élise Foin naît en 1979 en Franche-Comté, dans un village près de Vesoul. Elle grandit dans la ferme d'un ancien monastère, sa famille (parents, grands parents, adelphie) étant paysans. Elle passe un bac en arts plastiques puis étudie à l'École Boulle où elle se forme en orfèvrerie avec un diplôme des métiers d'art puis en design d'objet avec un diplôme supérieur d'art appliqué en design de mobilier.
Après ses études elle travaille deux ans dans le studio d’Andrée Putman, où elle est recruté par le directeur de l'époque, Elliott Barnes. Elle passe deux autres années aux Galeries Lafayette avant de fonder son propre studio en 2008. Depuis 2019 elle loue un atelier à la Ville de Paris, Villa du Lavoir dans le 10e arrondissement.
Élise Foin a deux enfants, Eliott (dont le prénom fait référence au directeur qui l'a recruté à sa sortie d'études) et Castille (en hommage au designer Achille Castiglioni).

## Style et technique
Élise Foin est une « pionnière de la récup' et du développement durable. » Son travail part toujours du matériau et s'attache à en explorer les potentialités.

## Réalisations
Elle collabore avec la marque La Cornue, créant des meubles pour celle-ci. En 2021, elle choisi d'autoéditer ses créations en ouvrant sa propre boutique en ligne, un modèle encore rare en France.
- Luminaire "lucinda" (2009) pour Forestier.
- Luminaire "papillon" (2015).
- Luminaire "Saika" (2018), réalisé en collaboration avec Yoshishige Tanaka pour le Kyoto Contemporary Project[7].

## Expositions
Élise Foin expose au salon Maison&Objet en 2023, au sein de l'espace « Talents So French » avec les designers Cédric Breisacher, Gregory Lacoua et Victoria Willmotte. Des luminaires d'Élise Fouin rejoignent aussi les collections du Musée des Arts décoratifs de Paris. Ses réalisations sont exposés dans les galeries Grandville Galery, ToolsGalerie ainsi que celle de Karine Jousse à Paris.

## Distinctions
Élise Fouin a été sélectionnée en tant que Talent à la carte du salon Maison et Objet en 2010.